# Sevilla FC
Sevilla Fútbol Club S.A.D. je španělský fotbalový klub z Andalusie, sídlící ve městě Sevilla. Momentálně působí v nejvyšší španělské ligové soutěži Primera División. Klub byl založen 25. ledna 1890.
Mezi španělskými kluby patří mezi ty nejtradičnější a nejúspěšnější. Mezi největší úspěchy klubu se řadí celkem pět vítězství v Evropské lize UEFA (dříve Pohár UEFA), dosažené v první éře ve dvou po sobě následujících sezónách (2006, 2007), a ve druhé éře dosažením rekordních tří vítězství v po sobě následujících sezónách (2014, 2015, 2016). Dále pak je vítězem Primera División z roku 1946, pětinásobným vítězem poháru Copa del Rey (naposledy roku 2010) a vítězem Supercopa de España z roku 2007.
Tento klub byl založen již 14. října 1905 a domácí zápasy hraje na stadionu Ramóna Sáncheze Pizjuána v Seville. Tradičním rivalem je městský soused Betis Sevilla, taktéž významný španělský klub.

## Historie

### Založení a raná léta klubu (1905–1948)

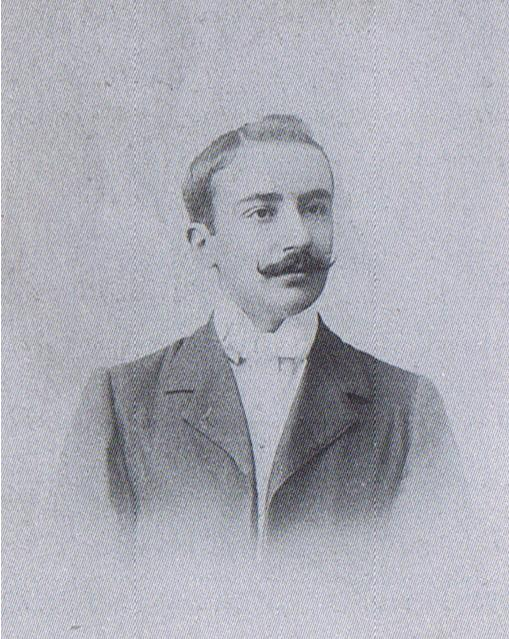
D. José Luis Gallegos, první prezident klubu (1905 - 1908)

Oficiální prohlášení o založení klubu vydal 15. října 1905 Občanský guvernér města Sevilla. Klub dostal název Sevilla Fútbol Club, který přetrval až do současnosti. Prvním prezidentem klubu byl jmenován D. José Luis Gallegos, za jehož působení sehrál klub první mistrovský zápas proti Recreativo de Huelva (1908) a získal první trofej v regionální soutěži Copa de Sevilla (1914).
První opravdu velkou trofej získala Sevilla FC v sezoně 1934/35, kdy triumfovala ve Španělském královském poháru Copa del Rey. Ve finále porazila CE Sabadell FC 3 – 0. Hned v prvním ročníku po Španělské občanské válce získal klub tuto trofej znovu (1939), ta se ovšem jmenovala Generalisimo's Cup.
V sezoně 1933/34 Sevilla FC konečně postoupila do Primera División a o pět let později si připsala konečné druhé místo, když o 1 bod nestačila na mistra Atlético Madrid (tehdy Aviacón). Dokázala však zaznamenat několik famózních výsledků. Porazila FC Barcelona 11-1, Valencia CF 10-3 či Hércules CF 8-3. O mistrovský titul přišla až v posledním kole, kdy remizovala na hřišti Hércules CF 3-3. Během několika následujících sezón si znovu připsala druhé a třetí místo a v sezoně 1945/46 získala svůj první a doposud jediný mistrovský titul z Primera División. V tabulce o jeden bod předstihla FC Barcelona. V roce 1948 získala Sevilla svůj třetí triumf v Copa del Rey, který byl na 58 let její poslední velkou trofejí.

### Druhá polovina 20. století (1949–2000)

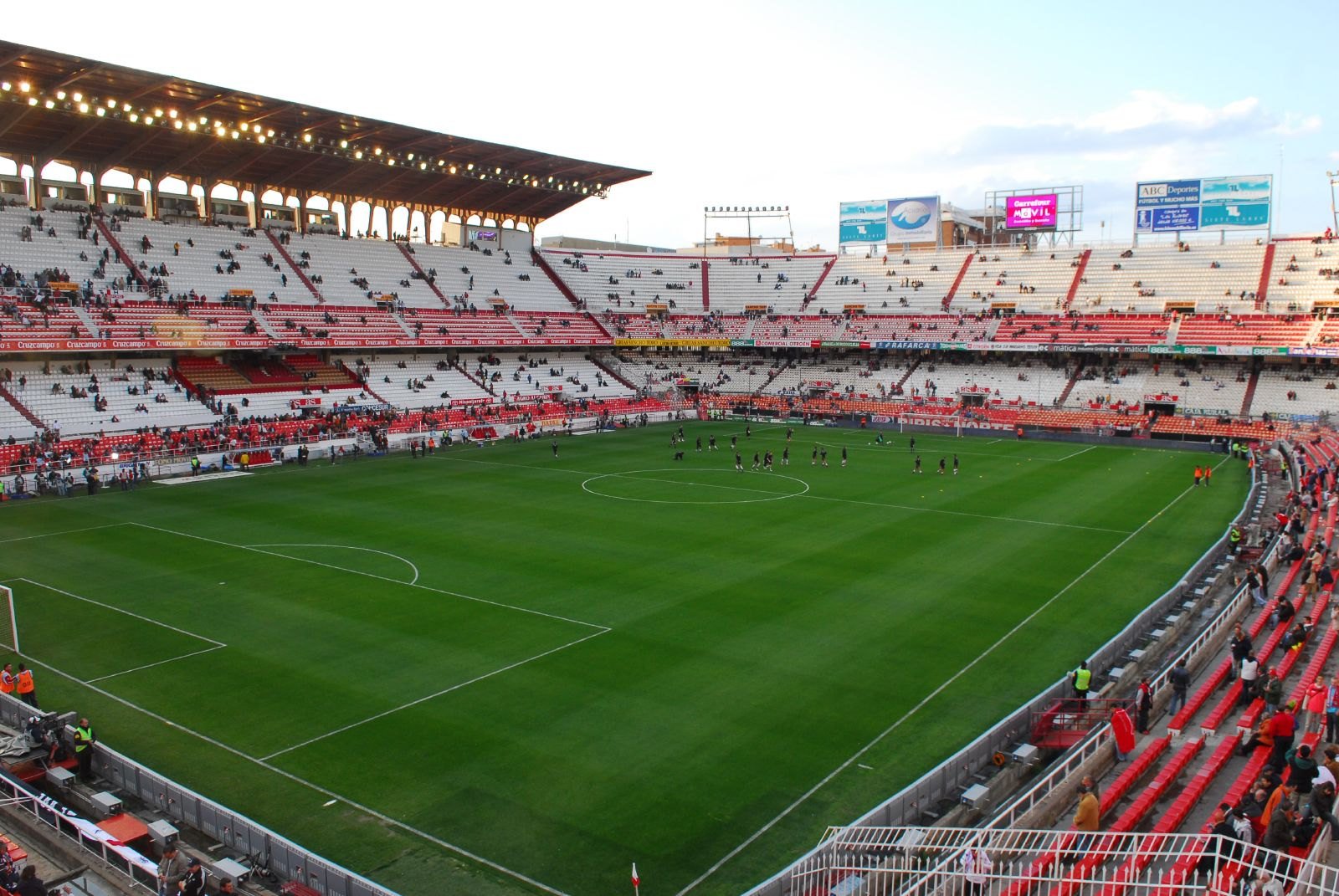
Estadio Ramón Sánchez Pizjuán, od roku 1958 v této podobě

Toto období bychom mohli nazvat obdobím průměrnosti, kdy události velmi zpomalily svůj spád. Sevilla nevyhrála žádnou trofej a celkem 4× sestoupila do druhé ligy Segunda División. Na domácí scéně můžeme vyzdvihnout účast ve finále Copa del Rey z roku 1962, kdy klub podlehl 1-2 Realu Madrid. Dále pak dvě druhá místa v Primera División během padesátých let. Od roku 1957, kdy Sevilla obsadila počtvrté (a dosud naposledy) druhou pozici, bylo do konce tohoto období nejlepším umístěním klubu pouze jedno třetí a jedno čtvrté a dvě pátá místa. Na Evropské scéně byla pak nejlepším počinem účast v Poháru UEFA sezony 1982/83. Tým tehdy dokráčel přes PAOK Soluň a 1. FC Kaiserslautern do osmifinále soutěže. Toto období vyvrcholilo dvěma pády do Segunda División v samém svém závěru. Důležitým momentem pro historii klubu bylo otevření nově vybudovaného stadionu Estadio Ramón Sánchez Pizjuán roku 1958, na němž klub působí dodnes.

### Nová éra klubu (od roku 2000)
Znovuzrození klubu můžeme datovat ke konci sezony 2000/01, kdy se týmu vedenému koučem Joaquínem Caparrósem podařilo zvítězit v Segunda División a postoupit do Primera División. Vedení klubu se v lednu 2004 podařilo prodat svou hvězdu José Antonio Reyese do Arsenal FC za 10,5 milionu £. Tím získali finance potřebné k růstu klubu, což se záhy projevilo tím, že Sevilla postoupila do semifinále Copa del Rey. Stalo se tak po více než 20 letech. Konečné šesté místo pak klubu zajistilo vstupenku do hlavní části Poháru UEFA.
Zde dokázala přes 2. místo ve skupině dojít do osmifinále, kde však podlehl italskému soupeři Parma FC. Opětovné šesté místo v lize ji však do této soutěže dostalo znovu. V létě roku 2005 přišel nový trenér Juande Ramos, který po svém příchodu přivedl několik velmi dobrých hráčů jako Andrés Palop z Valencie, Julien Escudé z Ajax Amsterdam, Javier Saviola z FC Barcelona, Luís Fabiano z FC Porto či Frederic Kanouté z Tottenhamu. Tyto posily rázem učinily z týmu favorita na vítězství v Primera División.

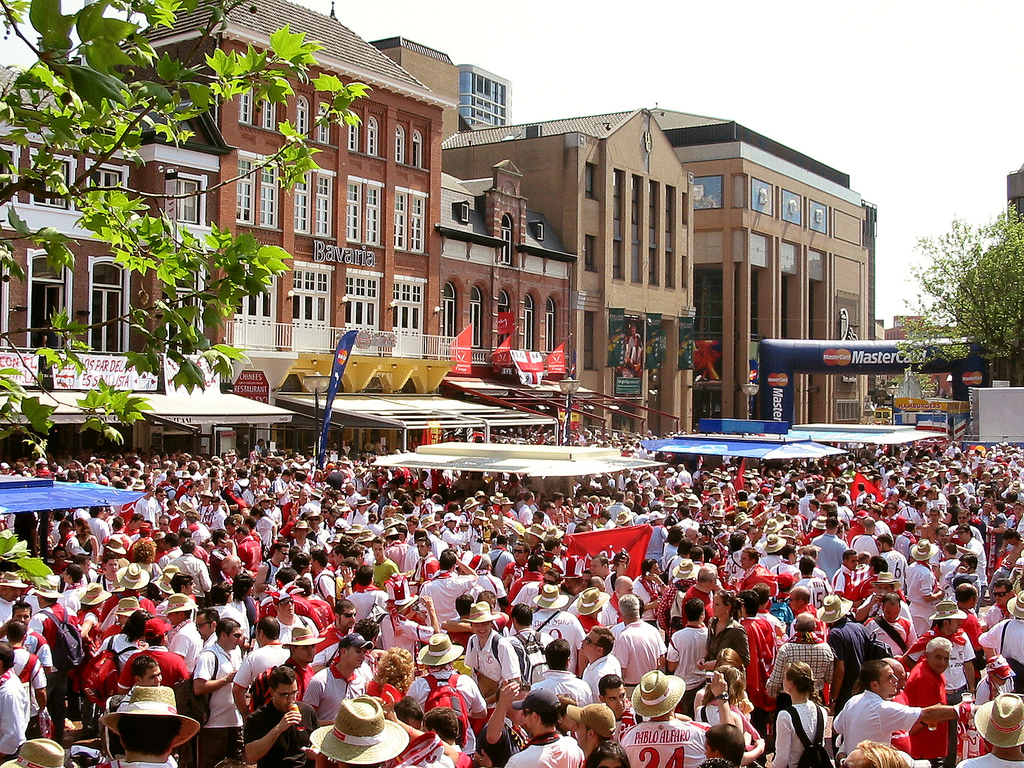
Fanoušci klubu při finále v Eindhovenu

Jak se později ukázalo, tyto spekulace měly svá opodstatnění. V domácí lize obsadila Sevilla „jen“ 5. místo, ale svou sílu ukázala v Poháru UEFA sezony 2005/06. Po postupu přes německý Mainz a vítězství ve skupině H (získala 7 bodů), narazila ve 3. kole na ruský FC Lokomotiv Moskva. Ten po dvou výhrách vyřadila celkově 3-0. V osmifinále prohrála na hřišti Lille OSC 0-1, ale v domácí odvetě o týden později zvítězila 2-0. Ve čtvrtfinále ji tak čekal další ruský soupeř FK Zenit Sankt-Petěrburg. Po prvním jednoznačném zápase (4-1) Sevilla remizovala 1-1 a jasně postoupila do semifinále. První ani druhý semifinálový zápas po 90. minutách gól nenabídli, takže muselo rozhodnout prodloužení. Jediný gól dvojutkání vstřelil ve 101. minutě dnes již tragicky zesnulý obránce a rodák ze Sevilly, Antonio Puerta. Tento gól byl fanoušky nazván "el gol que nos cambió la vida" – volně přeloženo "gól, kterých změnil naše životy", protože Sevilla měla poprvé v historii okusit nádech evropského finále. Velký den pro klub z Andalusie měl nastat 10. května 2006. Soupeřem na stadionu Philips Stadion jim byl anglický soupeř Middlesbrough FC. Ten v soutěži kosil jednoho soupeře za druhým, ale potřeboval k tomu nutně domácí hřiště. Handicap se opět projevil a Middlesbrough v Holandsku nestačil na Sevillu a podlehl jí vysoko 0-4. Španělský klub tedy v roce 101. výročí založení dobyl svou první evropskou trofej.
Vítězstvím v Poháru UEFA 2005/06 odstartovala Sevilla dvouletou éru „zlaté horečky“, kdy získala celkem 5 velkých trofejí. To je více než za předešlých 100 let historie klubu. Druhou trofejí se mohla stát ta pro vítěze Superpoháru UEFA. Do zápasu o něj se klub kvalifikoval právě vítězstvím v Poháru UEFA 2005/06. Zápas se konal v Monaku 25. srpna 2006 a soupeřem byl vítěz Ligy mistrů, slavná FC Barcelona. Konečný výsledek byl 3-0 pro Sevillu, což znamenalo zisk druhé velké Evropské trofeje během tří měsíců.
V další sezoně nastoupila Sevilla opět do Poháru UEFA (2006/07) a dostala tak možnost obhájit prvenství z předešlého ročníku. Málokdo ale v obhajobu věřil, protože v historii Poháru UEFA (datované od sezony 1971/72) se to podařilo pouze Realu Madrid v letech 1985 a 1986. Sevilla odstartovala svou cestu hladkým přejítím 1. kola a se sedmi body druhým místem ve skupině, kterou vyhrál AZ Alkmaar. Do prohry na domácím hřišti proti tomuto soupeři se klub pyšnil primátem, že nikdy neprohrál na domácím hřišti zápas evropských pohárů. Šňůra trvala neuvěřitelných 27 zápasů. Druhé místo ve skupině zaručovalo pro třetí kolo soupeře vypadnutého z Ligy mistrů. Tím byla rumunská FC Steaua Bucureşti, kterou Sevilla po dvou výhrách hladce vyřadila. Poté nastala větší překážka v podobě prodloužení se Šachtarem Doněck. To však rozhodl Andrés Palop a poslal svůj tým do čtvrtfinále proti týmu Tottenham Hotspur FC, kterého se podařilo vyřadit po celkovém skóre 4-3 ve prospěch Španělů. Obhajoba byla velmi blízko a v cestě stáli pouze dva soupeři. Oběma měly být španělské týmy. Tím prvním byla CA Osasuna, která hladce vyřadila Bayer 04 Leverkusen. První zápas se odehrál 24. dubna a náskok 1-0 v něm získal soupeř z Osasuny. Odveta se však stala znovu kořistí červenobílých a po výsledku 2-0 postoupily podruhé v řadě do finále soutěže, které se mělo hrát 16. května 2007 v Glasgow ve Skotsku. Finálovým sokem byl RCD Espanyol, slavný tým z Barcelony. Po prodloužení bylo skóre nerozhodné 2-2 a na řadu přišly penalty. Tu rozhodující proměnil miláček publika Antonio Puerta a Sevilla se po Realu stala druhým týmem, co dokázal obhájit prvenství v této soutěži a zároveň získala již třetí trofej během jednoho roku.
Rozjetá Sevilla v tomto ročníku nezářila jen na evropské scéně. Krátce po vítězství v Poháru UEFA 2006/07 měla možnost zvítězit v Copa del Rey. 23. května 2007 se na Estadio Santiago Bernabéu uskutečnilo finále Sevilla – Getafe, které po gólu Frederica Kanoutého skončilo výsledkem 1-0 a ziskem historicky čtvrtého vítězství ve Španělském královském poháru po dlouhých 59 letech.
Díky vítězství v poháru dostala Sevilla poprvé v historii možnost hrát o svůj první Španělský Superpohár. Soupeřem ve dvojutkání byl Real Madrid, vítěz Primera División. První zápas skončil 1-0 a druhý, na soupeřově hřišti, 3-5. V obou zvítězila Sevilla a ke svým úspěchům přidala i premiérové vítězství v Supercopa de España. Léto plné trofejí však narušil Superpohár UEFA, ve kterém Sevilla podlehla vítězi Ligy mistrů 2006/07 AC Milán 1-3, titul v soutěži neobhájila a 4. letní trofej se tak již nekonala.

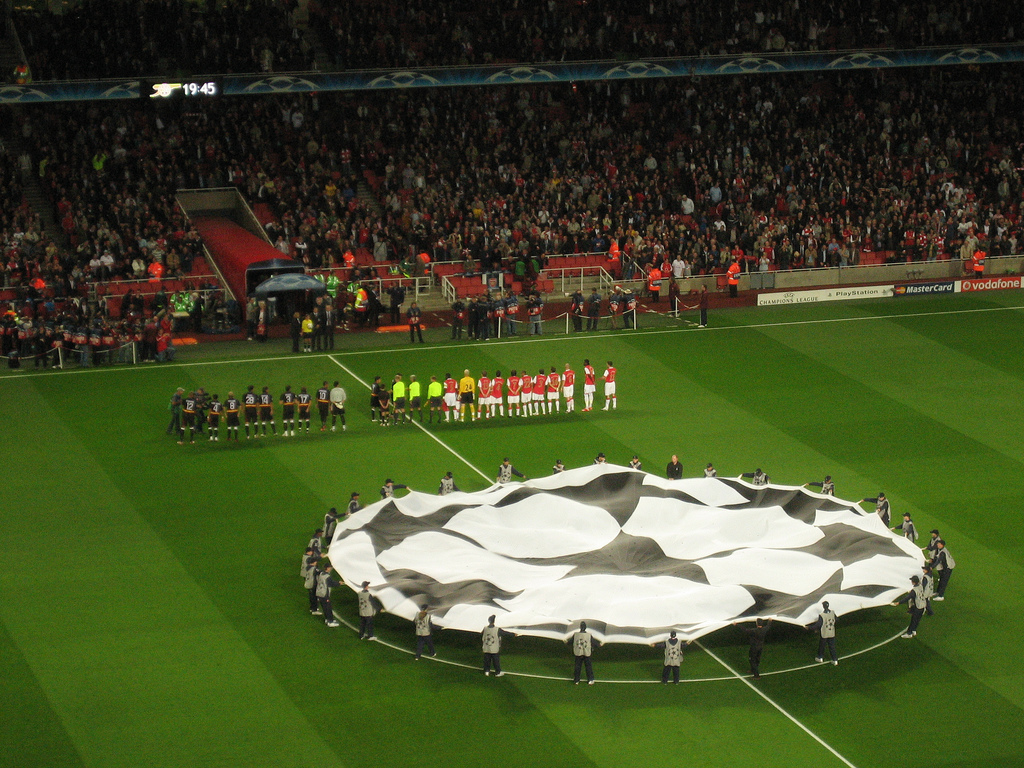
Zápas Ligy mistrů 2007/08 na hřišti Arsenal FC

Sezona 2007/08 nebyla pro tým tak úspěšná jako předešlé dvě, spíše naopak. Reč není o sportovních neúspěších (v lize 5. místo, v Lize mistrů osmifinále), ale jde spíše o lidský faktor. V prvním kole Primera División proti Getafe CF zkolaboval velký oblíbenec mezi fanoušky Antonio Puerta, který o tři dny později zemřel. Další pro klub těžká chvíle se odehrála 26. října 2007, kdy na své místo rezignoval veleúspěšný trenér Juande Ramos. V klubu působil v letech 2005–2007, během kterých získal s klubem dvakrát Pohár UEFA, Superpohár UEFA, vítězství v Copa del Rey a Supercopa de España. To ho činí nejúspěšnějším trenérem v historii klubu. O den později podepsal smlouvu s Tottenham Hotspur FC. Jeho následníkem se stal Manuel Jiménez Jiménez, který klub trénoval do 23. března 2010, kdy byl pro špatné výsledky odvolán.
Další velkou trofejí pro klub bylo vítězství v Copa del Rey 2010. Ve finále na Nou Camp v Barceloně porazil Atlético Madrid 2-0 a získal pátou trofej z této soutěže. Díky tomu se zároveň podruhé v historii kvalifikoval do Supercopa de España. První zápas skončil velice slibně, vítězstvím 3-1. Ve druhém se však projevila momentální síla soupeře a klub podlehl vítězi Primera División, Barceloně 0-4 a další trofej nezískal.
V sezoně 2010/11 obsadila Sevilla v lize 5. místo, díky čemuž znovu postoupila do Evropské ligy. V té zároveň v této sezoně působila. Vypadla již ve druhém kole (1/32) na horší počet vstřelených gólů na soupeřově hřišti s pozdějším vítězem FC Porto.
Klub se představil i v základní skupině H Evropské ligy 2013/14, kde vedle českého týmu FC Slovan Liberec narazil na německý SC Freiburg a portugalský GD Estoril Praia. Ve skupině skončil se ziskem 12 bodů na prvním místě před druhým Libercem a postoupil tak do jarních vyřazovacích bojů. Nakonec se probojoval do finále proti portugalskému klubu Benfica Lisabon, který porazil až v penaltovém rozstřelu 4:2 (0:0 po prodloužení) a celou soutěž tak vyhrál.

## Získané trofeje

### Vyhrané domácí soutěže
- Primera División (1×)
  - 1945/46
- Copa del Rey (5×)
  - 1935, 1939, 1947/48, 2006/07, 2009/10
- Supercopa de España (1×)
  - 2007

### Vyhrané mezinárodní soutěže
- Pohár UEFA/Evropská liga UEFA (7×)
  - 2005/06, 2006/07, 2013/14, 2014/15[16], 2015/16[17], 2019/20, 2022/23
- Superpohár UEFA (1×)
  - 2006

## Soupiska

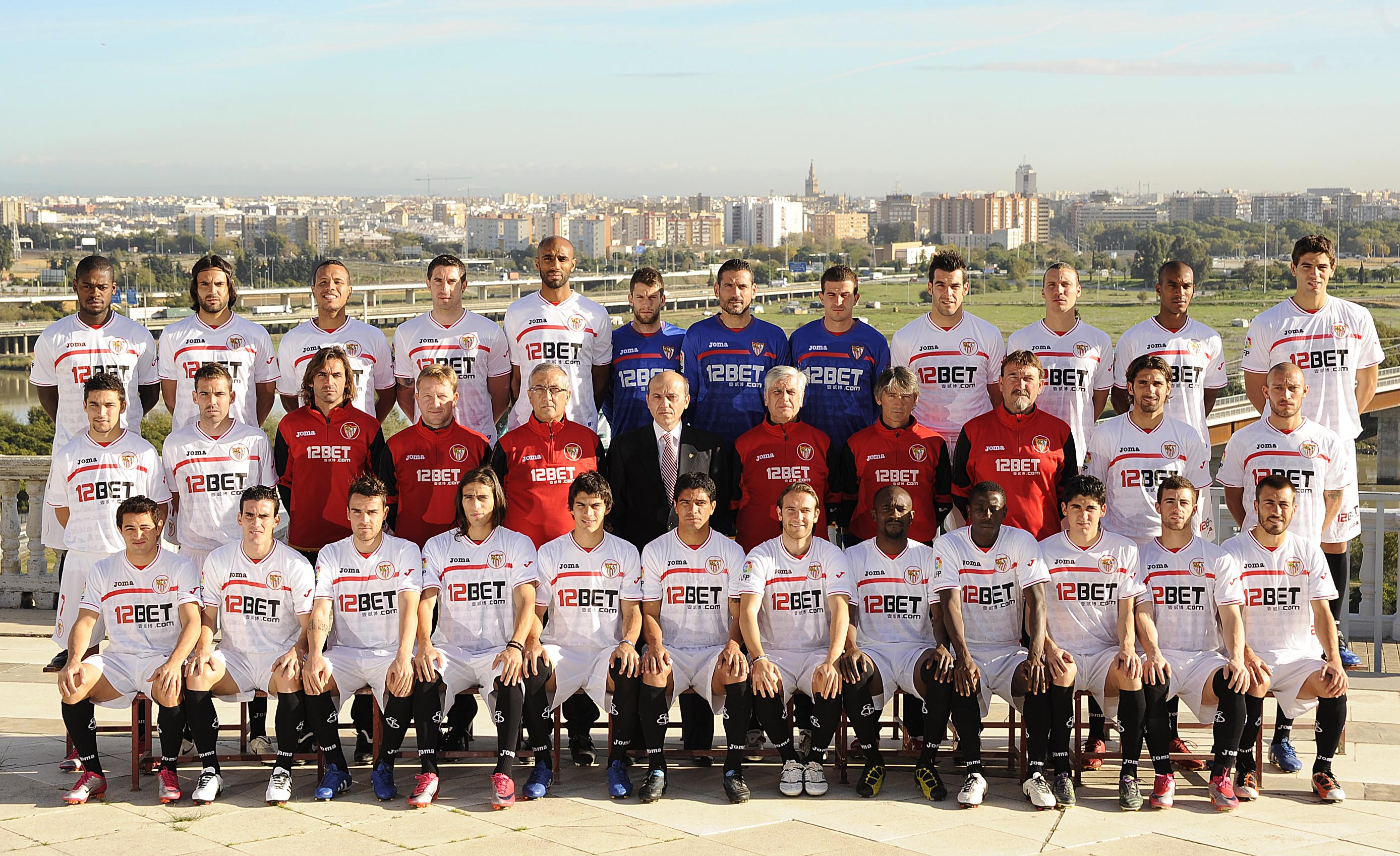
Sestava klubu ze sezony 2010/11

Aktuální k: 16. květen 2020
| Číslo |             | Pozice | Hráč                           |
| ----- | ----------- | ------ | ------------------------------ |
| 1     | Česko       | B      | Tomáš Vaclík                   |
| 3     | Španělsko   | O      | Sergi Gómez                    |
| 4     | Chorvatsko  | Z      | Ivan Rakitić                   |
| 5     | Argentina   | Z      | Lucas Ocampos                  |
| 7     | Portugalsko | Z      | Rony Lopes                     |
| 8     | Španělsko   | Ú      | Nolito                         |
| 10    | Argentina   | Z      | Éver Banega                    |
| 11    | Španělsko   | Ú      | Munir El Haddadi               |
| 12    | Benin       | O      | Jules Koundé                   |
| 13    | Maroko      | B      | Bono (na hostování z Girony)   |
| 14    | Španělsko   | Ú      | Suso (na hostování z AC Milán) |
| 15    | Maroko      | Ú      | Youssef En-Nesyri              |

| Číslo |            | Pozice | Hráč                                          |
| ----- | ---------- | ------ | --------------------------------------------- |
| 16    | Španělsko  | Z      | Jesús Navas (kapitán)                         |
| 17    | Srbsko     | Z      | Nemanja Gudelj                                |
| 18    | Španělsko  | O      | Sergio Escudero (zástupce kapitána)           |
| 19    | Nizozemsko | Ú      | Luuk de Jong                                  |
| 20    | Brazílie   | O      | Diego Carlos                                  |
| 21    | Španělsko  | Z      | Óliver Torres                                 |
| 22    | Itálie     | Z      | Franco Vázquez                                |
| 23    | Španělsko  | O      | Sergio Reguilón (na hostování z Realu Madrid) |
| 24    | Španělsko  | Z      | Joan Jordán                                   |
| 25    | Brazílie   | Z      | Fernando                                      |
| 31    | Španělsko  | B      | Javi Díaz                                     |

## Postavení klubu od postupu do Primera División
V sezoně 1933/34 postoupil klub ze Segunda División do Primera División. Předtím se sice již dvakrát umístil na postupových pozicích (v sezoně 1929 dokonce soutěž vyhrál), ale postup nebyl z různých důvodů umožněn. První sezonu v Primera División odehrál v roce 1934/35, celkem jich pak se sezonou 2010/11 má v nejvyšší soutěži odehráno 67. Sevilla FC celkem 4× sestoupila. Poprvé tomu bylo v roce 1967/68, ovšem pouze na jedinou sezonu. V té znovu postoupila a to z prvního místa. Druhý sestup se pak v sezoně 1971/72 prodloužil na 3 roky, což je nejdelší pauza, kdy klub chyběl v Primera División. Ta poslední, čtvrtá odmlka trvala opět pouze rok a odehrála se v sezoně 2000/01. Sevilla FC v ní počtvrté zvítězila v Segunda División a od této sezony se pohybuje výhradně v horní polovině tabulky Primera División.

## Historie dresů klubu z posledních let

### Aktuální dresy[19]
Domácí fotbalové soutěže 2011/12 
Dresy, které před sezonou představil dodavatel sportovního oblečení pro tým Sevilla FC, firma Li Ning opět po několika sezonách ctí základní kombinace klubových barev, čili barvy bílou, červenou a černou. Každý ze sady tří dresů nese jednu z těchto dominantních barev. Domácí dres má jako dominantní barvu bílou, doplněnou červenými lemy a černými stulpnamy. Venkovní dres je celý červený s bílými lemy a alternativní dres je celý černý s lemy červenými.
 Evropské pohárové soutěže 2011/12 
Domácí dres pro Evropské poháry je barevně stejná jako domácí dres pro domácí soutěže. Rozdílem je řada několika nestejně dlouhých černých a červených horizontálních pruhů ztmavujících se k levé straně dresu z pohledu hráče. Stejné pruhy má i druhý dres, který je žlutý s černými trenkami a černými lemy. Všech pět dresů má na levém prsu logo klubu a na opačné straně logo výrobce dresu Li Ning.

### Historické dresy
- Dresy pro sezonu 2010/11

- Dresy pro sezonu 2009/10

Zkratkou EP se rozumí evropské poháry (Liga mistrů UEFA, Evropská liga UEFA, Superpohár UEFA)

## Slavní hráči
| - Diego Maradona - Javier Saviola - Bebeto - Júlio Baptista - Luís Fabiano - Daniel Alves - Lauren - Iván Zamorano - Davor Šuker - Ilie Dumitrescu - Antonio Puerta | - Frédéric Kanouté - Dejan Petković - Juan Arza - José Antonio Reyes - Sergio Ramos - Andrés Palop - Jesús Navas - Marcelo Zalayeta - Javier Chevantón - Alexandr Keržakov - Martín Cáceres |